# Duke of Ormonde

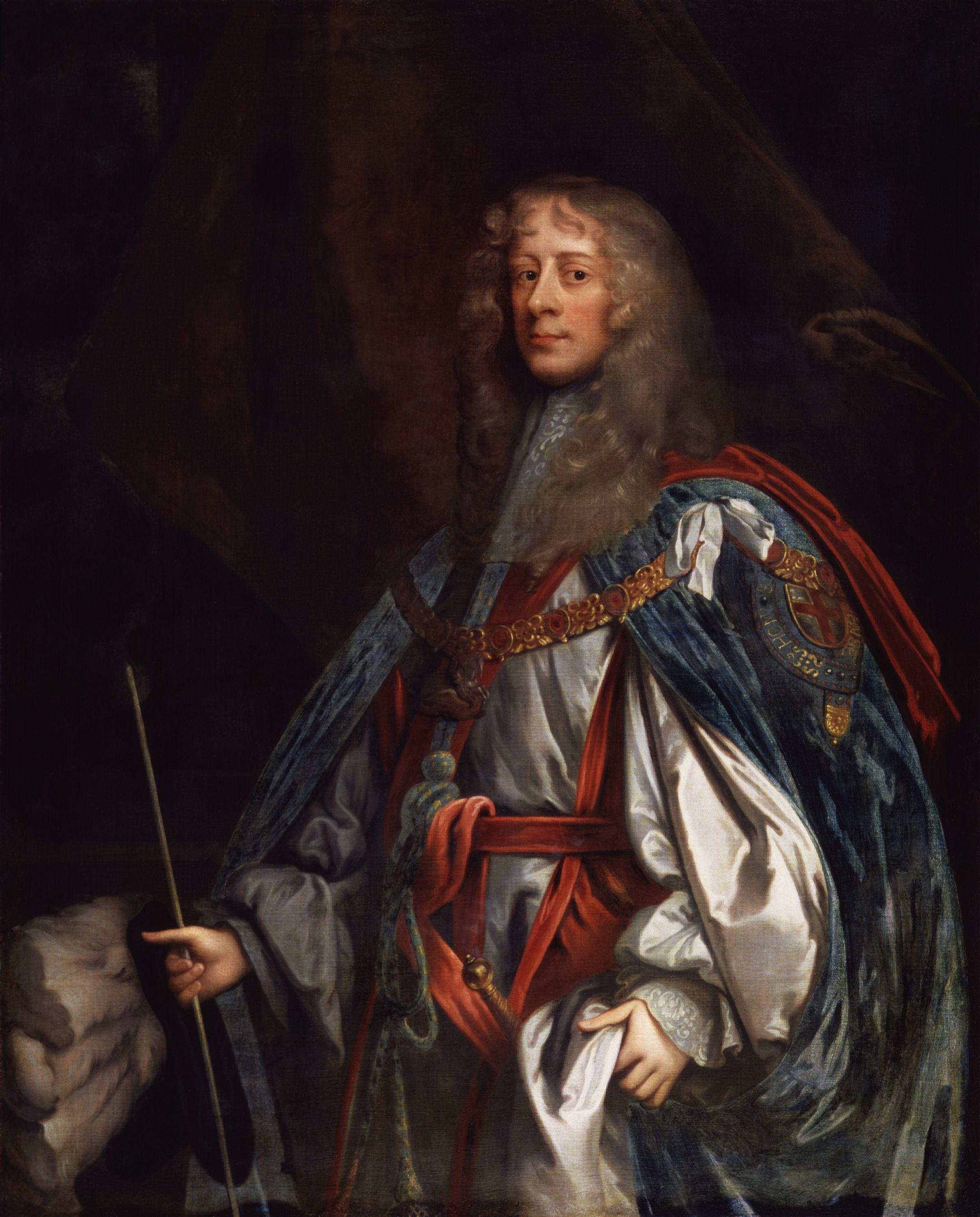
James Butler, 1. Duke of Ormonde, um 1665

Wappen der Dukes of Ormonde

Duke of Ormonde war ein erblicher britischer Adelstitel, der je einmal in der Peerage of Ireland und der Peerage of England geschaffen wurde.

## Verleihungen
Der Titel wurde am 30. März 1661 in der Peerage of Ireland für James Butler, 1. Marquess of Ormonde, geschaffen. Am 9. November 1682 wurde demselben der Titel erneut, diesmal in der Peerage of England, verliehen. Bei seinem Tod erbte sein Enkel James Butler, 2. Duke of Ormonde die Titel. In Folge des Jakobitenaufstandes von 1715 wurde ihm zumindest der englische Titel 1715 wegen Hochverrates aberkannt. Der Anspruch auf den irischen Titel ging auf seinen Bruder Charles Butler, 1. Earl of Arran über, wurde aber zu dessen Lebzeiten nicht von ihm geführt und erlosch mit dessen Tod 1758.

## Nachgeordnete Titel
Der 1. Duke war am 30. August 1642 zum Marquess of Ormonde in der Peerage of Ireland und am 20. Juli 1660 zum Earl of Brecknock und Baron Butler, of Llanthony in the County of Monmouth, beide in der Peerage of England, erhoben worden. Von seinem Großvater hatte er 1634 zudem die Titel 12. Earl of Ormonde (geschaffen 1328), 5. Earl of Ossory (geschaffen 1528) und 4. Viscount Thurles (geschaffen 1536) geerbt, alle zur Peerage of Ireland gehörig.
Der spätere 2. Duke hatte 1680 von seinem Vater auch den Titel Baron Butler, of Moore Park in the County of Hertford, geerbt, der diesem am 17. September 1666 in der Peerage of England verliehen worden war. Außerdem erbte er 1684 von seiner Großmutter den Titel 3. Lord Dingwall, der 1609 in der Peerage of Scotland seinem Urgroßvater verliehen worden war.
Der Heir Apparent des jeweiligen Dukes führte den Höflichkeitstitel Earl of Ossory, dessen Heir Apparent denjenigen des Viscount Thurles.

## Dukes of Ormonde (1661/1682)
- James Butler, 1. Duke of Ormonde (1610–1688)
- James Butler, 2. Duke of Ormonde (1665–1745) (englischer Titel verwirkt 1715)
- Charles Butler, de iure 3. Duke of Ormonde (1671–1758) (irischer Titel erloschen 1758)